# Roberto Duarte
Roberto  Duarte (Niterói, )  é um maestro brasileiro.

## Biografia
Desenvolve suas intensas atividades como regente no Brasil, Europa e Estados Unidos. Seu interesse pela música brasileira o coloca em posição de destaque no cenário musical, com a apresentação de mais de uma centena de obras em primeira audição mundial, a revisão das inúmeras obras para orquestra de Villa-Lobos e a edição de Il Guarany e Lo Schiavo, de A. Carlos Gomes, para a FUNARTE.
Duarte teve o privilégio de ter sido discípulo e assistente de dois dos maiores mestres brasileiros: Francisco Mignone e Eleazar de Carvalho. Mais tarde aperfeiçoou-se na Itália e na Alemanha.
Sua carreira internacional começou logo depois de ter sido laureado com o Prêmio 'Serge Koussevitzky' no Concurso Internacional de Regência do Festival Villa-Lobos no Rio de Janeiro. Entre as principais orquestras que tem dirigido fora do Brasil estão: a Tonhalle Orchester Zürich, a Ungarische Philharmonie, a Orchestre de la Radio Suisse Romande, a Slovak Symphony Orchestra, a Moscow Chamber Orchestra, a Bruckner-Orchester Linz, a Tchaikowsky Symphony Orchestra Moscow, entre outras.
Desde 1991 vários CDs, sob sua batuta, gravados na Europa e no Brasil, com obras de Villa-Lobos, entre outros compositores, enriquecem a discografia internacional e nacional. Por todos os seus méritos recebeu da Associação Paulista de Críticos de Arte - APCA o prêmio de Melhor Regente do Ano de 1994 e 1997. É membro, entre outras, da Academia Brasileira de Música, hoje seu vice-presidente. Em 1996 recebeu do Governo Brasileiro o mais alto prêmio da Música no Brasil: o Prêmio Nacional da Música, como regente. Em 2001 e 2010 recebeu o Prêmio Carlos Gomes por sua atuação no campo da ópera. Em Paris, em abril de 2002, participou como membro do comitê de honra e palestrante no I Congresso Internacional Villa-Lobos. 
Sua importância como professor de regência tem sido relevante: foi professor durante 27 anos na UFRJ, fez masterclasses em vários estados brasileiros e fora do Brasil no Chile, Grécia, Suíça e Itália. Durante 14 anos ministrou aulas de regência no Corso Internazionale di Polifonia Latino Mediterrânea, em Molfetta na Itália. 
Para a Editora Max Eschig em Paris, Duarte revisou o Descobrimento do Brasil de Villa-Lobos. No Brasil, seu trabalho de revisão, restauração e edição de obras dos mais importantes compositores tem sido constante. Destacam-se a edição e revisão das óperas Il Guarany e Lo Schiavo de A. Carlos Gomes, para a Funarte. 
Publicou os livros: Revisão das Obras Orquestrais de Villa-Lobos (2 volumes) pela EDUFF e Villa-Lobos Errou? (Subsídios para uma revisão musicológica em Villa-Lobos) pela Algol Editora-SP.
Roberto Duarte foi regente titular e diretor artístico da Orquestra Sinfônica da UFRJ (1981-1994), da Orquestra Sinfônica do Paraná (1998-1999) da Orquestra Unisinos, no Rio Grande do Sul (2003-2005) e fundador, juntamente com o Emiliano Patarra, e diretor musical da Orquestra do Theatro São Pedro, em São Paulo (2010-2012), onde regeu a ópera O Menino e a Liberdade  de Ronaldo Miranda.

## Prêmios
- Prêmio 'Serge Koussevitzky' no Concurso Internacional de Regência do Festival Villa-Lobos no Rio de Janeiro.
- Associação Paulista de Críticos de Arte - APCA de Melhor Regente do Ano de 1994 e 1997